# Google Video
Google Video là một dịch vụ chia sẻ video trực tuyến của Google cho phép mọi người tải các đoạn clip của mình lên máy chủ của Google mà không tốn bất kỳ phí nào, đồng thời có thể chia sẻ cho mọi người hoặc bán các đoạn video clip của mình thông qua các cửa hàng online của Google Video.
Google Video đã bị ngưng hoạt động vào ngày 20 tháng 8 năm 2012. Toàn bộ video trên Google Video được chuyển sang YouTube.